# ジャン・ロゲリ
ジャン・ロゲリ（Žan Rogelj、1999年11月25日 - ）は、スロベニア・クラーニ出身のサッカー選手。シャルルロワSC所属。ポジションはMF、DF。

## クラブ経歴
NKトリグラフ・クラーニの下部組織で育成され、2017年10月17日、スロベニア・カップのNDゴリツァ戦にてトップチームデビューを果たした。翌シーズンの2018-19シーズン、リザーブチームの選手としてシーズンをスタートさせたが、次第にトップチームでの出番が重なり、トップチームでリーグ戦22試合に出場した。
2020年8月24日、オーストリア・ブンデスリーガのWSGスワロフスキー・ティロルに移籍した。

## 代表経歴
2021年6月4日、6-0で大勝したジブラルタル代表戦にて、スロベニア代表デビューを飾った。